# Стадницкий, Викторин
Викторин Стадницкий из Жмигруда (пол. Wiktoryn Stadnicki; ок. 1630 — ок. 1684) — польский военный и государственный деятель, каштелян пшемысльский (1678—1682), каштелян любачувский (1672), судья-депутатат от Белзского воеводства в Голомбской конфедерации.

## Биография
Представитель польского шляхетского рода Станицких герба «Шренява без креста». Сын старосты янувского Александра Стадницкого и Евы Левицкой. Свою политическую деятельность он начал на сеймике Русского воеводства в Судовой Вишне, в июле 1655 года он был избран депутатом в одной из комиссий. В 1658 году он работал в скарбовом суде по проверки задолженности по налогам в Русском воеводстве. 15 января 1661 года Викторин Стадницкий получил от короля Речи Посполитой Яна II Казимира охранный лист, гарантирующий ему безопасность, не известно, однако, каковы были причины выдачи этого документа.
Во время междуцарствия после отречения Яна II Казимира Вазы в 1668 году Викторин Стадницкий занимал должность каптурового судьи Белзского воеводства. В качестве полковника посполитого рушения Белзского воеводства вел белзскую шляхту на элекционный сейм, где поддержал кандидатуру князя Михаила Корибута-Вишневецкого. 14 октября 1669 года был назначен подстолием белзским, 17 февраля 1672 года стал каштеляном любачувским. На элекционном сейме 1674 года Викторин Стадницкий поддержал кандидатуру Яна Собеского от имени Белзского воеводства. В 1678 году он получил должность каштеляна пшемысльского после смерти Анджея Самуила Стадницкого. На гродненском сейме в 1678 году вошел в комиссию для обеспечения безопасности на венгерской границе. Принимал участие в Венской кампании 1683 года. Умер, вероятно, в 1684 году.
В 1680 году Викторин Стадницкий вместе с женой сделал пожертвование католическому костёлу Святой Троицы в Немирове, строительство которого начала еще его мать.

## Семья
Викторин Стадницкий был женат на Терезе Томиславской (герб «Правдзиц»). У супругов было два сына и пять дочерей:
- Ян Франтишек Стадницкий (1656—1713), воевода волынский
- Юзеф Антоний Стадницкий (? — 1736), каштелян любачувский
- Катарина Стадницкая, муж — Ян Сераковский, каштелян белзский
- Софья Стадницкая, муж — Яцек Лукаш Роствовровский, хорунжий ливский
- Анна Стадницкая, муж — Самуил Липский, стольник белзский
- Юстина Стадницкая, 1-й муж — Стефан Бал, подкоморий саноцкий, 2-й муж — Иероним Оржеховский (ок. 1670—1725), каштелян пшемысльский
- Констанция Стадницкая, муж — князь Дмитрий Самуил Полубинский (ок. 1615—1687), воевода новогрудский.